# Adonisea multiplex
Adonisea multiplex là một loài bướm đêm trong họ Noctuidae.